# Marovac
Marovac (izvirno srbsko Маровац) je naselje v Srbiji, ki upravno spada pod Občino Medveđa; slednja pa je del Jablaniškega upravnega okraja.

## Demografija
V naselju živi 90 polnoletnih prebivalcev, pri čemer je njihova povprečna starost 38,0 let (35,5 pri moških in 40,7 pri ženskah). Naselje ima 35 gospodinjstev, pri čemer je povprečno število članov na gospodinjstvo 3,51.
|  |

| Demografija | Demografija     | Demografija     |
| Leto        | Št. prebivalcev | Št. prebivalcev |
| ----------- | --------------- | --------------- |
|             |                 |                 |
|             |                 |                 |
|             |                 |                 |
|             |                 |                 |
| 1948        | 542             |                 |
| 1953        | 583             |                 |
| 1961        | 547             |                 |
| 1971        | 433             |                 |
| 1981        | 243             |                 |
| 1991        | 141             | 141             |
| 2002        | 123             | 123             |
|             |                 |                 |

| Etnična sestava po popisu iz leta 2002 | Etnična sestava po popisu iz leta 2002 | Etnična sestava po popisu iz leta 2002 | Etnična sestava po popisu iz leta 2002 | Etnična sestava po popisu iz leta 2002 |
| -------------------------------------- | -------------------------------------- | -------------------------------------- | -------------------------------------- | -------------------------------------- |
| Črnogorci                              | Črnogorci                              |                                        | 95                                     | 77,23%                                 |
| Srbi                                   | Srbi                                   |                                        | 28                                     | 22,76%                                 |
| Neznano                                | Neznano                                |                                        | 0                                      | 0,0%                                   |